# Christophe-Philippe Oberkampf
Christophe-Philippe Oberkampf (ur. 11 czerwca 1738, zm. 6 października 1815) – francuski przemysłowiec pochodzenia niemieckiego, założyciel manufaktury produkującej tkaniny drukowane w Jouy-en-Josas.

## Życiorys
Pochodził z bawarskiej rodziny farbiarzy, początkowo pracował jako rytownik w Miluzie. Po przeniesieniu się do Paryża podjął pracę w manufakturze tkackiej. W 1759 założył w Jouy-en-Josas zakład farbiarski, który stał się znany z wysokiej jakości drukowanych płócien. Wzory były nanoszone mechanicznie za pomocą płyt drewnianych i miedzianych z wyrytowanym wzorem. Zakład zatrudniał w okresie świetności (1765–1805) do 2000 pracowników, m.in. wybitnych grafików projektujących kompozycje. W 1783 przedsiębiorstwo uzyskało miano manufaktury królewskiej, a Oberkampf został w 1787 uszlachcony i uzyskał przywilej noszenia broni. W 1806 Napoleon Bonaparte odznaczył go Legią Honorową. Manufaktura podupadła po upadku Napoleona i po śmierci założyciela w 1815; działała jeszcze do 1843 roku.
Christophe-Philippe Oberkampf uważany jest za prekursora przemysłowej produkcji tkanin drukowanych, odznaczających się dużą trwałością kolorów. Wśród wielu innowacji, które wprowadził, najbardziej rewolucyjne było zastosowanie do produkcji maszyn.
W Paryżu jego nazwiskiem nazwano ulicę i jedną ze stacji metra.